# Maria Makarska
Maria Makarska zam. Świętach (ur. 29 września 1922 w Warszawie, zm. 20 maja 1997 tamże) – łączniczka Komendy III Obwodu Wola Okręgu Warszawskiego, w Powstaniu łączniczka-sanitariuszka w szpitalu powstańczym, jeniec stalagu.

## Życiorys
Urodziła się 29 września 1922 w Warszawie w rodzinie Michała Makarskiego i Zofii Smolarek. Przed rozpoczęciem wojny ukończyła średnią szkołę zawodową.
W styczniu 1940 rozpoczęła działalność w służbie konspiracyjnej ZWZ-AK, obejmując funkcje łączniczki kapitana Witolda Plechawskiego „Sławomira” z III Obwodu Wola Okręgu Warszawskiego. Od 1941 z Radomia do Warszawy przywoziła broń oraz amunicję. Pewną część tej broni, a także butelek zapalających przechowywała w swoim mieszkaniu znajdującym się przy ul. Wroniej 38. Były przechowywane do momentu dostarczenia jej do wykonania akcji powstańczych.
Powstanie zastało ją na Mokotowie, gdzie pełniła obowiązki łączniczki-sanitariuszki w szpitalu znajdującym się przy ul. Chełmskiej; uczestniczyła m.in. podczas akcji ewakuowania rannych z tego szpitala po jego bombardowaniu. Ze szpitala 12 września 1944 została wywieziona do stalagu XI A Altengrabow znajdującym się koło Monachium, w którym przebywała do 5 maja 1945, tj. do chwili jego wyzwolenia.
Sierżant Maria Makarska Rozkazem Dowódcy AK z 21 września 1944 została odznaczona Krzyżem Srebrnym Orderu Wojennego Virtuti Militari.
Po zakończeniu działań wojennych pierwszym transportem powróciła z Niemiec do kraju i zaczęła pracować w Wojewódzkim Urzędzie Bezpieczeństwa Publicznego w Warszawie. Kiedy ukończyła kurs pedagogiczny, zatrudniono ją w szkolnictwie zawodowym w Pruszkowie jako nauczycielkę. Od 1955 aż do chwili przejścia na emeryturę w 1978 była pracownicą Zakładów Produkcji Aparatury Naukowej w Warszawie na stanowisku kierowniczki działu kadr. Była członkinią Polskiej Zjednoczonej Partii Robotniczej i Związku Bojowników o Wolność i Demokrację.
Zmarła 20 maja 1997 w Warszawie.